# Залески-Заменгоф, Луи-Кристоф
Луи-Кристоф Залески-Заменгоф (фр. Louis-Christophe Zaleski-Zamenhof, 23 января 1925 — 9 октября 2019) — французский инженер-строитель и эсперантист, внук основателя эсперанто Л. Л. Заменгофа.

## Биография
Родился в Варшаве в 1925 в семье А. Заменгофа, сына Л. Л. Заменгофа. Во время нацистской оккупации Польши после ареста отца Людвик с матерью были также арестованы и помещены в Варшавское гетто, где с трудом избежали депортации в нацистский лагерь смерти в Треблинке (в Треблинке погибли две тётки Людвика — Софья Заменгоф и Лидия Заменгоф, а также двоюродная бабушка — Ида Заменгоф). После гетто Людвик скрывался в Польше под именем Кшиштофа Залески, это имя он впоследствии оставил в память о выпавшем на его долю испытании.
После Второй мировой войны вместе с матерью переехал во Францию, где Луи-Кристоф получил образование инженера и докторскую степень в области гражданского строительства и морской инженерии. С 1960-х постоянно жил во Франции. Участвовал в реализации ряда строительных проектов, включая сооружение глубоководных нефтяных платформ, спортивных комплексов, а также Мемориала Шарля де Голля, расположенном в деревне Коломбе-ле-Дёз-Эглиз. Преподавал гражданскую и морскую инженерию в ряде учебных заведений.
Написал предисловие к книге L’homme qui a défié Babel («Человек, который бросил вызов Вавилону», 2003), биографии своего деда, Л. Л. Заменгофа, написанной на французском языке Р. Сантасси и А. Массоном.
Сторонник эсперанто-движения, регулярно направлял обращения Всемирным конгрессам эсперантистов от имени семьи Заменгоф. Почётный член Всемирной ассоциации эсперанто.
На основании серий интервью, которые у Луи-Кристофа на протяжении десяти лет брал польский журналист Роман Добжиньский, в 2003 была опубликована книга «La Zamenhof-strato» («Улица Заменгофа»). В книге подробно описана жизнь главного героя во время нацистской оккупации Польши, пребывание в Варшавском гетто и польском Сопротивлении. Книга содержит также взгляды Луи-Кристофа на историю, проблемы и перспективы языка эсперанто и эсперанто-движения. «La Zamenhof-strato» в настоящее время опубликована на польском, эсперанто, литовском, чешском, японском, португальском, словацком, французском и корейском языках. Существует также перевод книги на русский язык, выполненный и опубликованный (с согласия автора, Р. Добжиньского) П. Можаевым в блоге последнего.

## Публикации
J. P. Bonin, G. Deleuil and L. C. Zaleski-Zamenhof. «Foundation analysis of marine gravity structures submitted to cyclic loading.» Offshore Technology Conference, Houston, Texas (1976). pp. 571—579